# Elpodori
Elpodori (Elpodorius) fou comte del Vivarès. Apareix esmentat com assistent a la dieta d'Aquisgrà (817) el mes de juliol on va aconseguir una carta o diploma de l'emperador en favor del monestir de Cruas que havia fundat el seu pare Eribert, el primer conegut. Per la carta, Lluís el Pietós va agafar el monestir sota la seva especial protecció com si hagués estat el fundador i l'hagués dotat amb les almoines (de sua eleemosina); al mateix temps va garantir als monjos el dret d'elegir lliurement als seus abats.
Hauria estat el darrer comte doncs Tomàs, bisbe de Viviers, va rebre de Lluís el Pietós (+840) el privilegi d'immunitat que li conferia una sobirania àmplia sobre la diòcesi, i va ocupar de fet les funcions comtals.